# Philagrina espadon
Philagrina espadon är en insektsart som beskrevs av Victor Lallemand 1946. Philagrina espadon ingår i släktet Philagrina och familjen spottstritar. Inga underarter finns listade i Catalogue of Life.